# Mistrovství Evropy ve fotbale 1996 (soupisky)
Toto jsou soupisky jednotlivých států z Mistrovství Evropy ve fotbale 1996.
| Zlato              | Stříbro          | Bronz             | Bronz              |
| ------------------ | ---------------- | ----------------- | ------------------ |
| Německo • Soupiska | Česko • Soupiska | Anglie • Soupiska | Francie • Soupiska |

## Skupina A

### Anglie
Hlavní trenér: Terry Venables

| Jméno            | Datum narození | Datum úmrtí | Klub                 |          |
| Brankáři         | Brankáři       | Brankáři    | Brankáři             | Brankáři |
| ---------------- | -------------- | ----------- | -------------------- | -------- |
| David Seaman     | 19.9.1963      |             | Arsenal FC           |          |
| Tim Flowers      | 3.2.1967       |             | Blackburn Rovers FC  |          |
| Ian Walker       | 31.10.1971     |             | Tottenham Hotspur FC |          |
| Obránci          |                |             |                      |          |
| Gary Neville     | 18.2.1975      |             | Manchester United FC |          |
| Stuart Pearce    | 24.4.1962      |             | Nottingham Forest FC |          |
| Tony Adams –     | 10.10.1966     |             | Arsenal FC           |          |
| Gareth Southgate | 3.9.1970       |             | Aston Villa FC       |          |
| Steve Howey      | 26.10.1971     |             | Newcastle United FC  |          |
| Sol Campbell     | 18.9.1974      |             | Tottenham Hotspur FC |          |
| Phil Neville     | 21.1.1977      |             | Manchester United FC |          |
| Záložníci        |                |             |                      |          |
| Paul Ince        | 21.10.1967     |             | Inter Milán          |          |
| David Platt      | 10.6.1966      |             | Arsenal FC           |          |
| Paul Gascoigne   | 27.5.1967      |             | Rangers FC           |          |
| Darren Anderton  | 3.3.1972       |             | Tottenham Hotspur FC |          |
| Nick Barmby      | 11.2.1974      |             | Middlesbrough FC     |          |
| Jamie Redknapp   | 25.6.1973      |             | Liverpool FC         |          |
| Steve McManaman  | 11.2.1972      |             | Liverpool FC         |          |
| Steve Stone      | 20.8.1971      |             | Nottingham Forest FC |          |
| Útočníci         |                |             |                      |          |
| Alan Shearer     | 13.8.1970      |             | Blackburn Rovers FC  |          |
| Teddy Sheringham | 2.4.1966       |             | Tottenham Hotspur FC |          |
| Les Ferdinand    | 8.12.1966      |             | Newcastle United FC  |          |
| Robbie Fowler    | 9.4.1975       |             | Liverpool FC         |          |

### Nizozemsko
Hlavní trenér: Guus Hiddink

| Jméno             | Datum narození | Datum úmrtí | Klub             |          |
| Brankáři          | Brankáři       | Brankáři    | Brankáři         | Brankáři |
| ----------------- | -------------- | ----------- | ---------------- | -------- |
| Edwin van der Sar | 29.10.1970     |             | AFC Ajax         |          |
| Ed de Goey        | 20.12.1966     |             | Feyenoord        |          |
| Ruud Hesp         | 31.10.1965     |             | Roda JC Kerkrade |          |
| Obránci           |                |             |                  |          |
| Michael Reiziger  | 3.5.1973       |             | AFC Ajax         |          |
| Danny Blind –     | 1.8.1961       |             | AFC Ajax         |          |
| Jaap Stam         | 17.7.1972      |             | PSV Eindhoven    |          |
| Arthur Numan      | 14.12.1969     |             | PSV Eindhoven    |          |
| Winston Bogarde   | 22.10.1970     |             | AFC Ajax         |          |
| Johan de Kock     | 25.10.1964     |             | Roda JC Kerkrade |          |
| John Veldman      | 24.2.1968      |             | Sparta Rotterdam |          |
| Záložníci         |                |             |                  |          |
| Clarence Seedorf  | 1.4.1976       |             | UC Sampdoria     |          |
| Ronald de Boer    | 15.5.1970      |             | AFC Ajax         |          |
| Edgar Davids      | 13.3.1973      |             | AFC Ajax         |          |
| Aron Winter       | 1.3.1967       |             | SS Lazio         |          |
| Richard Witschge  | 20.9.1969      |             | Bordeaux         |          |
| Jordi Cruyff      | 9.2.1974       |             | FC Barcelona     |          |
| Phillip Cocu      | 29.10.1970     |             | PSV Eindhoven    |          |
| Útočníci          |                |             |                  |          |
| Gaston Taument    | 1.10.1970      |             | Feyenoord        |          |
| Patrick Kluivert  | 1.7.1976       |             | AFC Ajax         |          |
| Dennis Bergkamp   | 10.5.1969      |             | Arsenal FC       |          |
| Peter Hoekstra    | 4.4.1973       |             | AFC Ajax         |          |
| Youri Mulder      | 23.3.1969      |             | FC Schalke 04    |          |

### Skotsko
Hlavní trenér: Craig Brown

| Jméno             | Datum narození | Datum úmrtí                       | Klub                 |          |
| Brankáři          | Brankáři       | Brankáři                          | Brankáři             | Brankáři |
| ----------------- | -------------- | --------------------------------- | -------------------- | -------- |
| Jim Leighton      | 24.7.1958      |                                   | Hibernian FC         |          |
| Andy Goram        | 13.4.1964      | 2. července 2022 (ve věku 58 let) | Rangers FC           |          |
| Nicky Walker      | 29.9.1962      |                                   | Partick Thistle FC   |          |
| Obránci           |                |                                   |                      |          |
| Stewart McKimmie  | 27.10.1962     |                                   | Aberdeen FC          |          |
| Tom Boyd          | 24.11.1965     |                                   | Celtic FC            |          |
| Colin Calderwood  | 20.1.1965      |                                   | Tottenham Hotspur FC |          |
| Colin Hendry      | 7.12.1965      |                                   | Blackburn Rovers FC  |          |
| Derek Whyte       | 31.8.1968      |                                   | Middlesbrough FC     |          |
| Tosh McKinlay     | 3.12.1964      |                                   | Celtic FC            |          |
| Craig Burley      | 24.9.1971      |                                   | Chelsea FC           |          |
| Záložníci         |                |                                   |                      |          |
| Stuart McCall     | 10.6.1964      |                                   | Rangers FC           |          |
| Gary McAllister – | 25.12.1964     |                                   | Leeds United FC      |          |
| John Collins      | 31.1.1968      |                                   | AS Monaco FC         |          |
| Eoin Jess         | 13.12.1970     |                                   | Coventry City FC     |          |
| Billy McKinlay    | 22.4.1969      |                                   | Blackburn Rovers FC  |          |
| Darren Jackson    | 25.7.1966      |                                   | Hibernian FC         |          |
| Scot Gemmill      | 2.1.1971       |                                   | Nottingham Forest FC |          |
| Útočníci          |                |                                   |                      |          |
| John Spencer      | 11.9.1970      |                                   | Chelsea FC           |          |
| Ally McCoist      | 24.9.1962      |                                   | Rangers FC           |          |
| Gordon Durie      | 6.12.1965      |                                   | Rangers FC           |          |
| Kevin Gallacher   | 23.11.1966     |                                   | Blackburn Rovers FC  |          |
| Scott Booth       | 16.12.1971     |                                   | Aberdeen FC          |          |

### Švýcarsko
Hlavní trenér:  Artur Jorge

| Jméno               | Datum narození | Datum úmrtí | Klub                    |          |
| Brankáři            | Brankáři       | Brankáři    | Brankáři                | Brankáři |
| ------------------- | -------------- | ----------- | ----------------------- | -------- |
| Marco Pascolo       | 9.5.1966       |             | Servette FC             |          |
| Stephan Lehmann     | 15.8.1963      |             | FC Sion                 |          |
| Joël Corminbœuf     | 16.3.1964      |             | Neuchâtel Xamax         |          |
| Obránci             |                |             |                         |          |
| Marc Hottiger       | 7.11.1967      |             | Everton FC              |          |
| Yvan Quentin        | 2.5.1970       |             | FC Sion                 |          |
| Stéphane Henchoz    | 7.9.1974       |             | Hamburger SV            |          |
| Alain Geiger –      | 5.11.1960      |             | Grasshopper Club Zürich |          |
| Sébastien Jeanneret | 12.12.1973     |             | Neuchâtel Xamax         |          |
| Ramon Vega          | 14.6.1971      |             | Grasshopper Club Zürich |          |
| Régis Rothenbühler  | 11.10.1970     |             | Neuchâtel Xamax         |          |
| Záložníci           |                |             |                         |          |
| Raphaël Wicky       | 26.4.1977      |             | FC Sion                 |          |
| Sébastien Fournier  | 27.6.1971      |             | FC Sion                 |          |
| Patrick Sylvestre   | 1.9.1968       |             | FC Sion                 |          |
| Ciriaco Sforza      | 2.3.1970       |             | FC Bayern Mnichov       |          |
| Marcel Koller       | 11.11.1960     |             | Grasshopper Club Zürich |          |
| Johann Vogel        | 8.3.1977       |             | Grasshopper Club Zürich |          |
| Alexandre Comisetti | 21.7.1973      |             | Grasshopper Club Zürich |          |
| Christophe Bonvin   | 14.4.1965      |             | FC Sion                 |          |
| Útočníci            |                |             |                         |          |
| Marco Grassi        | 8.8.1968       |             | Stade Rennais FC        |          |
| Stéphane Chapuisat  | 28.6.1969      |             | Borussia Dortmund       |          |
| Kubilay Türkyilmaz  | 4.3.1967       |             | Grasshopper Club Zürich |          |
| David Sesa          | 10.7.1973      |             | Servette FC             |          |

## Skupina B

### Francie
Hlavní trenér: Aimé Jacquet

| Jméno              | Datum narození | Datum úmrtí                     | Klub                     |          |
| Brankáři           | Brankáři       | Brankáři                        | Brankáři                 | Brankáři |
| ------------------ | -------------- | ------------------------------- | ------------------------ | -------- |
| Bernard Lama       | 7.4.1963       |                                 | Paris Saint-Germain FC   |          |
| Fabien Barthez     | 28.6.1971      |                                 | AS Monaco                |          |
| Bruno Martini      | 25.1.1962      | 20. října 2020 (ve věku 58 let) | Montpellier HSC          |          |
| Obránci            |                |                                 |                          |          |
| Jocelyn Angloma    | 7.8.1965       |                                 | Turín FC                 |          |
| Éric Di Meco       | 7.9.1963       |                                 | AS Monaco                |          |
| Frank Leboeuf      | 22.1.1968      |                                 | RC Strasbourg Alsace     |          |
| Laurent Blanc      | 19.11.1965     |                                 | AJ Auxerre               |          |
| Bixente Lizarazu   | 9.12.1969      |                                 | FC Girondins de Bordeaux |          |
| Lilian Thuram      | 1.1.1972       |                                 | AS Monaco                |          |
| Alain Roche        | 14.10.1967     |                                 | Paris Saint-Germain FC   |          |
| Záložníci          |                |                                 |                          |          |
| Vincent Guérin     | 22.11.1965     |                                 | Paris Saint-Germain FC   |          |
| Didier Deschamps – | 15.10. 1968    |                                 | Juventus FC              |          |
| Marcel Desailly    | 7.9.1968       |                                 | AC Milán                 |          |
| Youri Djorkaeff    | 9.3.1968       |                                 | Paris Saint-Germain FC   |          |
| Zinédine Zidane    | 23.6. 1972     |                                 | FC Girondins de Bordeaux |          |
| Sabri Lamouchi     | 9.11.1971      |                                 | AJ Auxerre               |          |
| Reynald Pedros     | 10.10.1971     |                                 | FC Nantes                |          |
| Christian Karembeu | 3.12.1970      |                                 | UC Sampdoria             |          |
| Corentin Martins   | 11.7.1969      |                                 | AJ Auxerre               |          |
| Útočníci           |                |                                 |                          |          |
| Patrice Loko       | 6.2.1970       |                                 | Paris Saint-Germain FC   |          |
| Christophe Dugarry | 24.3.1972      |                                 | FC Girondins de Bordeaux |          |
| Mickaël Madar      | 8.5.1968       |                                 | AS Monaco                |          |

### Španělsko
Hlavní trenér: Javier Clemente

| Jméno                        | Datum narození | Datum úmrtí | Klub                   |          |
| Brankáři                     | Brankáři       | Brankáři    | Brankáři               | Brankáři |
| ---------------------------- | -------------- | ----------- | ---------------------- | -------- |
| Andoni Zubizarreta –         | 23.10.1961     |             | Valencia CF            |          |
| Santiago Cañizares           | 18.12.1969     |             | Real Madrid            |          |
| José Molina                  | 8.8.1970       |             | Atlético Madrid        |          |
| Obránci                      |                |             |                        |          |
| Juan Manuel López            | 3.9.1969       |             | Atlético Madrid        |          |
| Alberto Belsue               | 2.3.1968       |             | Real Zaragoza          |          |
| Rafael Alkorta               | 16.9.1968      |             | Real Madrid            |          |
| Abelardo                     | 19.4.1970      |             | FC Barcelona           |          |
| Sergi                        | 28.12.1971     |             | FC Barcelona           |          |
| Jorge Otero                  | 28.1.1969      |             | Valencia CF            |          |
| Miguel Ángel Nadal           | 28.7.1966      |             | FC Barcelona           |          |
| Záložníci                    |                |             |                        |          |
| Fernando Hierro              | 23.3.1968      |             | Real Madrid            |          |
| Julen Guerrero               | 7.1.1974       |             | Athletic Bilbao        |          |
| Donato                       | 30.12.1962     |             | Deportivo de La Coruña |          |
| José Luis Caminero           | 8.11.1967      |             | Atlético Madrid        |          |
| Guillermo Amor               | 4.12.1967      |             | FC Barcelona           |          |
| Luis Enrique Martínez García | 8.5.1970       |             | Real Madrid            |          |
| Útočníci                     |                |             |                        |          |
| José Emilio Amavisca         | 19.6.1971      |             | Real Madrid            |          |
| Juan Antonio Pizzi           | 7.6.1968       |             | CD Tenerife            |          |
| Alfonso                      | 26.9.1972      |             | Betis Sevilla          |          |
| Kiko                         | 26.4.1972      |             | Atlético Madrid        |          |
| Javier Manjarín              | 31.12.1969     |             | Deportivo de La Coruña |          |
| Julio Salinas                | 11.9.1962      |             | Sporting de Gijón      |          |

### Bulharsko
Hlavní trenér: Dimitar Penev

| Jméno                | Datum narození | Datum úmrtí                         | Klub                  |          |
| Brankáři             | Brankáři       | Brankáři                            | Brankáři              | Brankáři |
| -------------------- | -------------- | ----------------------------------- | --------------------- | -------- |
| Borislav Michajlov – | 12.2.1963      |                                     | Reading FC            |          |
| Dimitar Popov        | 27.2.1970      |                                     | PFK CSKA Sofia        |          |
| Zdravko Zdravkov     | 4.10.1970      |                                     | PFK Slavia Sofia      |          |
| Obránci              |                |                                     |                       |          |
| Radostin Kišišev     | 30.7.1974      |                                     | Naftex Burgas         |          |
| Trifon Ivanov        | 27.7.1965      | 13. února 2016 (ve věku 50 let)     | SK Rapid Vídeň        |          |
| Petar Hubčev         | 26.2.1964      |                                     | Hamburger SV          |          |
| Emil Kremenliev      | 13.8.1969      |                                     | Olympiakos Pireus     |          |
| Canko Cvetanov       | 6.1.1970       |                                     | SV Waldhof Mannheim   |          |
| Bončo Genčev         | 11.12.1969     |                                     | Denizlispor           |          |
| Záložníci            |                |                                     |                       |          |
| Ilian Kiriakov       | 4.8.1967       |                                     | Aberdeen FC           |          |
| Zlatko Jankov        | 7.8.1966       |                                     | KFC Uerdingen 05      |          |
| Krasimir Balakov     | 29.3.1966      |                                     | VfB Stuttgart         |          |
| Jordan Lečkov        | 9.7.1967       |                                     | Hamburger SV          |          |
| Gošo Ginčev          | 7.7.1964       |                                     | Luton Town FC         |          |
| Ivajlo Jordanov      | 22.4.1968      |                                     | Sporting CP           |          |
| Daniel Borimirov     | 15.1.1970      |                                     | TSV 1860 München      |          |
| Útočníci             |                |                                     |                       |          |
| Emil Kostadinov      | 12.8.1967      |                                     | FC Bayern Mnichov     |          |
| Christo Stoičkov     | 8.2.1966       |                                     | Parma Calcio 1913     |          |
| Ljuboslav Penev      | 31.8.1966      |                                     | Atlético Madrid       |          |
| Nasko Sirakov        | 26.4.1962      |                                     | PFK Slavia Sofia      |          |
| Georgi Donkov        | 2.6.1970       |                                     | VfL Bochum            |          |
| Ivo Georgiev         | 12.5.1972      | 13. listopadu 2021 (ve věku 49 let) | FK Spartak 1918 Varna |          |

### Rumunsko
Hlavní trenér: Anghel Iordănescu

| Jméno              | Datum narození | Datum úmrtí                         | Klub                |          |
| Brankáři           | Brankáři       | Brankáři                            | Brankáři            | Brankáři |
| ------------------ | -------------- | ----------------------------------- | ------------------- | -------- |
| Bogdan Stelea      | 5.12.1967      |                                     | FC Steaua București |          |
| Florin Prunea      | 8.8.1968       |                                     | FC Dinamo București |          |
| Florin Tene        | 10.11.1968     |                                     | FC Rapid București  |          |
| Obránci            |                |                                     |                     |          |
| Dan Petrescu       | 22.12.1967     |                                     | Chelsea FC          |          |
| Daniel Prodan      | 23.3.1972      | 16. listopadu 2016 (ve věku 44 let) | FC Steaua București |          |
| Miodrag Belodedici | 20.5.1964      |                                     | Villarreal CF       |          |
| Gheorghe Popescu   | 9.10.1967      |                                     | FC Barcelona        |          |
| Tibor Selymes      | 14.5.1970      |                                     | Cercle Brugge KSV   |          |
| Anton Doboș        | 13.10.1965     |                                     | FC Steaua București |          |
| Gheorghe Mihali    | 9.12.1965      |                                     | EA Guingamp         |          |
| Iulian Filipescu   | 29.3.1974      |                                     | FC Steaua București |          |
| Záložníci          |                |                                     |                     |          |
| Ioan Lupescu       | 9.12.1968      |                                     | Bayer 04 Leverkusen |          |
| Ioan Sabău         | 12.2.1968      |                                     | Brescia Calcio      |          |
| Gheorghe Hagi –    | 5.2.1965       |                                     | FC Barcelona        |          |
| Dorinel Munteanu   | 25.6.1968      |                                     | 1. FC Köln          |          |
| Constantin Gâlcă   | 8.3.1972       |                                     | FC Steaua București |          |
| Ovidiu Stîngǎ      | 5.12.1972      |                                     | UD Salamanca        |          |
| Útočníci           |                |                                     |                     |          |
| Marius Lăcătuș     | 5.4.1964       |                                     | FC Steaua București |          |
| Florin Răducioiu   | 17.3.1970      |                                     | RCD Espanyol        |          |
| Adrian Ilie        | 20.4.1974      |                                     | FC Steaua București |          |
| Viorel Moldovan    | 8.7.1972       |                                     | Neuchâtel Xamax     |          |
| Ion Vladoiu        | 5.11.1968      |                                     | FC Steaua București |          |

## Skupina C

### Německo
Hlavní trenér: Berti Vogts

| Jméno              | Datum narození | Datum úmrtí | Klub                |          |
| Brankáři           | Brankáři       | Brankáři    | Brankáři            | Brankáři |
| ------------------ | -------------- | ----------- | ------------------- | -------- |
| Andreas Köpke      | 12.3.1962      |             | Eintracht Frankfurt |          |
| Oliver Kahn        | 15.6.1969      |             | FC Bayern Mnichov   |          |
| Oliver Reck        | 27.2.1965      |             | Werder Brémy        |          |
| Obránci            |                |             |                     |          |
| Stefan Reuter      | 16.10.1966     |             | Borussia Dortmund   |          |
| Thomas Helmer      | 21.4.1965      |             | FC Bayern Mnichov   |          |
| Markus Babbel      | 8.9.1972       |             | FC Bayern Mnichov   |          |
| Jürgen Kohler      | 6.10.1965      |             | Borussia Dortmund   |          |
| René Schneider     | 1.2.1973       |             | FC Hansa Rostock    |          |
| Christian Ziege    | 1.2.1972       |             | FC Bayern Mnichov   |          |
| Záložníci          |                |             |                     |          |
| Marco Bode         | 23.7.1969      |             | Werder Brémy        |          |
| Steffen Freund     | 19.1.1970      |             | Borussia Dortmund   |          |
| Matthias Sammer    | 5.9.1967       |             | Borussia Dortmund   |          |
| Andreas Möller     | 2.9.1967       |             | Borussia Dortmund   |          |
| Mehmet Scholl      | 16.10.1970     |             | FC Bayern Mnichov   |          |
| Thomas Häßler      | 30.5.1966      |             | Karlsruher SC       |          |
| Mario Basler       | 18.12.1968     |             | FC Bayern Mnichov   |          |
| Thomas Strunz      | 25.4.1968      |             | FC Bayern Mnichov   |          |
| Dieter Eilts       | 13.12.1964     |             | Werder Brémy        |          |
| Jens Todt          | 5.1.1970       |             | SC Freiburg         |          |
| Útočníci           |                |             |                     |          |
| Fredi Bobic        | 30.10.1971     |             | VfB Stuttgart       |          |
| Stefan Kuntz       | 30.10.1962     |             | Beşiktaş JK         |          |
| Jürgen Klinsmann – | 30.7.1964      |             | FC Bayern Mnichov   |          |
| Oliver Bierhoff    | 1.5.1968       |             | Udinese Calcio      |          |

### Česko
Hlavní trenér: Dušan Uhrin

| Jméno            | Datum narození | Datum úmrtí                        | Klub                 |          |
| Brankáři         | Brankáři       | Brankáři                           | Brankáři             | Brankáři |
| ---------------- | -------------- | ---------------------------------- | -------------------- | -------- |
| Petr Kouba       | 28.11. 1969    |                                    | AC Sparta Praha      |          |
| Pavel Srniček    | 10.3.1968      | 29. prosince 2015 (ve věku 47 let) | Newcastle United FC  |          |
| Ladislav Maier   | 4.1.1966       |                                    | FC Slovan Liberec    |          |
| Obránci          |                |                                    |                      |          |
| Jan Suchopárek   | 23.9. 1969     |                                    | SK Slavia Praha      |          |
| Miroslav Kadlec  | 22.6. 1964     |                                    | 1. FC Kaiserslautern |          |
| Luboš Kubík      | 20.1. 1964     |                                    | Petra Drnovice       |          |
| Michal Horňák    | 28.4. 1970     |                                    | AC Sparta Praha      |          |
| Martin Kotůlek   | 11.9.1969      |                                    | SK Sigma Olomouc     |          |
| Karel Rada       | 2.3.1971       |                                    | SK Sigma Olomouc     |          |
| Záložníci        |                |                                    |                      |          |
| Radoslav Látal   | 6.1.1970       |                                    | FC Schalke 04        |          |
| Pavel Nedvěd     | 30.8.1972      |                                    | AC Sparta Praha      |          |
| Václav Němeček – | 25.1.1967      |                                    | Servette FC          |          |
| Jiří Němec       | 15.5.1966      |                                    | FC Schalke 04        |          |
| Karel Poborský   | 30.3.1972      |                                    | SK Slavia Praha      |          |
| Martin Frýdek    | 9.3.1969       |                                    | AC Sparta Praha      |          |
| Radek Bejbl      | 29.8.1972      |                                    | SK Slavia Praha      |          |
| Patrik Berger    | 10.11.1973     |                                    | Borussia Dortmund    |          |
| Pavel Novotný    | 14.9.1973      |                                    | SK Slavia Praha      |          |
| Útočníci         |                |                                    |                      |          |
| Pavel Kuka       | 19.7.1968      |                                    | 1. FC Kaiserslautern |          |
| Radek Drulák     | 12.1.1962      |                                    | Petra Drnovice       |          |
| Vladimír Šmicer  | 24.5.1973      |                                    | SK Slavia Praha      |          |
| Milan Kerbr      | 9.6.1967       |                                    | SK Sigma Olomouc     |          |

### Itálie
Hlavní trenér: Arrigo Sacchi

| Jméno                 | Datum narození | Datum úmrtí | Klub              |          |
| Brankáři              | Brankáři       | Brankáři    | Brankáři          | Brankáři |
| --------------------- | -------------- | ----------- | ----------------- | -------- |
| Angelo Peruzzi        | 16.2.1970      |             | Juventus FC       |          |
| Francesco Toldo       | 2.12.1971      |             | ACF Fiorentina    |          |
| Luca Bucci            | 13.3.1969      |             | Parma Calcio 1913 |          |
| Obránci               |                |             |                   |          |
| Luigi Apolloni        | 2.5.1967       |             | Parma Calcio 1913 |          |
| Paolo Maldini –       | 26.6.1968      |             | AC Milán          |          |
| Amedeo Carboni        | 6.4.1965       |             | AS Řím            |          |
| Alessandro Costacurta | 24.4.1966      |             | AC Milán          |          |
| Alessandro Nesta      | 19.3.1976      |             | SS Lazio          |          |
| Roberto Mussi         | 25.8.1963      |             | Parma Calcio 1913 |          |
| Moreno Torricelli     | 23.1.1970      |             | Juventus FC       |          |
| Záložníci             |                |             |                   |          |
| Roberto Donadoni      | 09.09.1963     |             | Metro Stars       |          |
| Demetrio Albertini    | 23.8.1971      |             | AC Milán          |          |
| Dino Baggio           | 24.7.1971      |             | Parma Calcio 1913 |          |
| Fabio Rossitto        | 21.9.1971      |             | Udinese Calcio    |          |
| Angelo Di Livio       | 26.7.1966      |             | Juventus FC       |          |
| Roberto Di Matteo     | 29.5.1970      |             | SS Lazio          |          |
| Diego Fuser           | 11.11.1968     |             | SS Lazio          |          |
| Útočníci              |                |             |                   |          |
| Alessandro Del Piero  | 9.11.1974      |             | Juventus FC       |          |
| Pierluigi Casiraghi   | 4.3.1969       |             | SS Lazio          |          |
| Enrico Chiesa         | 29.12.1970     |             | UC Sampdoria      |          |
| Fabrizio Ravanelli    | 12.11.1968     |             | Juventus FC       |          |
| Gianfranco Zola       | 5.7.1966       |             | Parma Calcio 1913 |          |

### Rusko
Hlavní trenér: Oleg Romancev

| Jméno                | Datum narození | Datum úmrtí                        | Klub                    |          |
| Brankáři             | Brankáři       | Brankáři                           | Brankáři                | Brankáři |
| -------------------- | -------------- | ---------------------------------- | ----------------------- | -------- |
| Dmitrij Charin       | 16.8.1968      |                                    | Chelsea FC              |          |
| Stanislav Čerčesov   | 2.9.1963       |                                    | Tirol Innsbruck         |          |
| Sergej Ovčinnikov    | 10.11.1970     |                                    | FK Lokomotiv Moskva     |          |
| Obránci              |                |                                    |                         |          |
| Omari Tetradze       | 13.10.1969     |                                    | PFK Alanija Vladikavkaz |          |
| Jurij Nikiforov      | 16. 9.1970     |                                    | FK Spartak Moskva       |          |
| Jurij Kovtun         | 5.1.1970       |                                    | FK Dynamo Moskva        |          |
| Viktor Onopko –      | 14.10.1969     |                                    | Real Oviedo             |          |
| Jevgenij Bušmanov    | 2.11.1971      |                                    | CSKA Moskva             |          |
| Sergej Gorlukovič    | 18.11.1961     |                                    | FK Spartak Moskva       |          |
| Záložníci            |                |                                    |                         |          |
| Ilja Cymbalar        | 17.6.1969      | 28. prosince 2013 (ve věku 44 let) | FK Spartak Moskva       |          |
| Valerij Karpin       | 2.2.1969       |                                    | Real Sociedad           |          |
| Andrej Kančelskis    | 23.1.1969      |                                    | Everton FC              |          |
| Alexandr Mostovoj    | 22.8.1968      |                                    | RC Strasbourg Alsace    |          |
| Igor Šalimov         | 2.2.1969       |                                    | Udinese Calcio          |          |
| Igor Janovskij       | 3.8.1974       |                                    | PFK Alanija Vladikavkaz |          |
| Vladislav Radimov    | 26.11.1975     |                                    | CSKA Moskva             |          |
| Dmitrij Chochlov     | 22.12.1975     |                                    | CSKA Moskva             |          |
| Útočníci             |                |                                    |                         |          |
| Igor Kolyvanov       | 6.3.1968       |                                    | Calcio Foggia 1920      |          |
| Sergej Kirjakov      | 1.1.1970       |                                    | Karlsruher SC           |          |
| Igor Dobrovolskij    | 27.8.1967      |                                    | bez angažmá             |          |
| Igor Simutenkov      | 3.4.1973       |                                    | AC Reggiana 1919        |          |
| Vladimir Běsčastnych | 1.4.1974       |                                    | Werder Brémy            |          |

## Skupina D

### Portugalsko
Hlavní trenér: António Oliveira

| Jméno              | Datum narození | Datum úmrtí | Klub              |          |
| Brankáři           | Brankáři       | Brankáři    | Brankáři          | Brankáři |
| ------------------ | -------------- | ----------- | ----------------- | -------- |
| Vítor Baía –       | 15.10.1969     |             | FC Porto          |          |
| Alfredo Castro     | 5.10.1962      |             | Boavista FC       |          |
| Rui Correia        | 22.10.1967     |             | SC Braga          |          |
| Obránci            |                |             |                   |          |
| Carlos Secretário  | 12.5.1970      |             | FC Porto          |          |
| Paulinho Santos    | 21.11.1970     |             | FC Porto          |          |
| Fernando Couto     | 2.8.1969       |             | Parma Calcio 1913 |          |
| Dimas Teixeira     | 16.2.1969      |             | Benfica Lisabon   |          |
| Hélder             | 21.3.1971      |             | Benfica Lisabon   |          |
| Paulo Madeira      | 6.9.1970       |             | CF Os Belenenses  |          |
| Záložníci          |                |             |                   |          |
| Oceano             | 29.7.1962      |             | Sporting CP       |          |
| José Tavares       | 25.4.1965      |             | Boavista FC       |          |
| Vítor Paneira      | 16.2.1966      |             | Vitória Guimarães |          |
| Rui Costa          | 29.3.1972      |             | ACF Fiorentina    |          |
| Pedro Barbosa      | 6.8.1970       |             | Sporting CP       |          |
| Paulo Sousa        | 30.8.1970      |             | Juventus FC       |          |
| Luís Figo          | 4.11.1972      |             | FC Barcelona      |          |
| Útočníci           |                |             |                   |          |
| João Vieira Pinto  | 19.8.1971      |             | Benfica Lisabon   |          |
| Ricardo Sá Pinto   | 10.10.1972     |             | Sporting CP       |          |
| Jorge Cadete       | 27.8.1968      |             | Celtic FC         |          |
| Domingos Paciência | 2.1.1969       |             | FC Porto          |          |
| Hugo Porfirio      | 28.9.1973      |             | União de Leiria   |          |
| António Folha      | 21.5.1971      |             | FC Porto          |          |

### Chorvatsko
Hlavní trenér: Miroslav Blažević

| Jméno             | Datum narození | Datum úmrtí                     | Klub               |          |
| Brankáři          | Brankáři       | Brankáři                        | Brankáři           | Brankáři |
| ----------------- | -------------- | ------------------------------- | ------------------ | -------- |
| Dražen Ladić      | 1.1.1963       |                                 | GNK Dinamo Záhřeb  |          |
| Marijan Mrmić     | 6.5.1965       |                                 | Beşiktaş JK        |          |
| Tonči Gabrić      | 11.11.1961     | 28. října 2024 (ve věku 56 let) | HNK Hajduk Split   |          |
| Obránci           |                |                                 |                    |          |
| Robert Jarni      | 26.10.1968     |                                 | Betis Sevilla      |          |
| Igor Štimac       | 6.9.1967       |                                 | Derby County FC    |          |
| Nikola Jerkan     | 8.12.1964      |                                 | Real Oviedo        |          |
| Slaven Bilić      | 11.9.1968      |                                 | West Ham United FC |          |
| Zvonimir Soldo    | 2.11.1967      |                                 | GNK Dinamo Záhřeb  |          |
| Dubravko Pavličić | 28.11.1967     | 4. dubna 2012 (ve věku 44 let)  | Hércules CF        |          |
| Elvis Brajković   | 12.6.1969      |                                 | TSV 1860 München   |          |
| Dario Šimić       | 12.11.1975     |                                 | GNK Dinamo Záhřeb  |          |
| Záložníci         |                |                                 |                    |          |
| Nikola Jurčević   | 14.9.1966      |                                 | SC Freiburg        |          |
| Aljoša Asanović   | 14.12.1965     |                                 | HNK Hajduk Split   |          |
| Robert Prosinečki | 12.1.1969      |                                 | FC Barcelona       |          |
| Zvonimir Boban –  | 8.10.1968      |                                 | AC Milán           |          |
| Mario Stanić      | 10.4.1972      |                                 | Club Brugge KV     |          |
| Mladen Mladenović | 13.9.1964      |                                 | Gamba Ósaka        |          |
| Útočníci          |                |                                 |                    |          |
| Davor Šuker       | 1.1.1968       |                                 | Sevilla FC         |          |
| Alen Bokšić       | 21.1.1970      |                                 | SS Lazio           |          |
| Igor Pamić        | 19.11.1969     |                                 | NK Osijek          |          |
| Goran Vlaović     | 7.8.1972       |                                 | Calcio Padova      |          |
| Igor Cvitanović   | 1.11.1970      |                                 | GNK Dinamo Záhřeb  |          |

### Dánsko
Hlavní trenér: Richard Møller Nielsen

| Jméno               | Datum narození | Datum úmrtí                       | Klub                 |          |
| Brankáři            | Brankáři       | Brankáři                          | Brankáři             | Brankáři |
| ------------------- | -------------- | --------------------------------- | -------------------- | -------- |
| Peter Schmeichel    | 18.11.1963     |                                   | Manchester United FC |          |
| Lars Høgh           | 14.1.1959      | 8. prosince 2021 (ve věku 62 let) | Odense BK            |          |
| Mogens Krogh        | 31.10.1963     |                                   | Brøndby IF           |          |
| Obránci             |                |                                   |                      |          |
| Thomas Helveg       | 24.6.1971      |                                   | Udinese Calcio       |          |
| Marc Rieper         | 5.6.1968       |                                   | West Ham United FC   |          |
| Lars Olsen          | 2.2.1961       |                                   | Brøndby IF           |          |
| Jes Høgh            | 7.5.1966       |                                   | Fenerbahçe SK        |          |
| Torben Piechnik     | 21.5.1963      |                                   | Aarhus GF            |          |
| Jens Risager        | 9.4.1971       |                                   | Brøndby IF           |          |
| Jacob Laursen       | 6.10.1971      |                                   | Silkeborg IF         |          |
| Záložníci           |                |                                   |                      |          |
| Michael Schjønberg  | 19.1.1967      |                                   | Odense BK            |          |
| Brian Steen Nielsen | 28.12.1968     |                                   | Odense BK            |          |
| Claus Thomsen       | 31.5.1970      |                                   | Ipswich Town FC      |          |
| Michael Laudrup –   | 15.6.1964      |                                   | Real Madrid          |          |
| Henrik Larsen       | 17.5.1966      |                                   | Lyngby Boldklub      |          |
| Allan Nielsen       | 13.3.1971      |                                   | Brøndby IF           |          |
| Kim Vilfort         | 15.11.1962     |                                   | Brøndby IF           |          |
| Stig Tøfting        | 14.8.1969      |                                   | Aarhus GF            |          |
| Útočníci            |                |                                   |                      |          |
| Mikkel Beck         | 12.5.1973      |                                   | SC Fortuna Köln      |          |
| Brian Laudrup       | 22.2.1969      |                                   | Rangers FC           |          |
| Erik Bo Andersen    | 14.11.1970     |                                   | Rangers FC           |          |
| Søren Andersen      | 31.1.1970      |                                   | Aalborg Boldspilklub |          |

### Turecko
Hlavní trenér: Fatih Terim

| Jméno             | Datum narození | Datum úmrtí | Klub                 |          |
| Brankáři          | Brankáři       | Brankáři    | Brankáři             | Brankáři |
| ----------------- | -------------- | ----------- | -------------------- | -------- |
| Adnan Erkan       | 15.1.1968      |             | MKE Ankaragücü       |          |
| Şanver Göymen     | 22.1.1967      |             | Altay SK             |          |
| Rüştü Reçber      | 10.5.1973      |             | Fenerbahçe SK        |          |
| Obránci           |                |             |                      |          |
| Recep Çetin       | 1.10.1965      |             | Beşiktaş JK          |          |
| Alpay Özalan      | 29.5.1973      |             | Beşiktaş JK          |          |
| Vedat İnceefe     | 1.4.1974       |             | Kardemir Karabükspor |          |
| Ogün Temizkanoğlu | 6.10.1969      |             | Trabzonspor          |          |
| Rahim Zafer       | 25.1.1971      |             | Gençlerbirliği SK    |          |
| Bülent Korkmaz    | 24.11.1968     |             | Galatasaray SK       |          |
| Záložníci         |                |             |                      |          |
| Tugay Kerimoğlu   | 24.8.1970      |             | Galatasaray SK       |          |
| Oğuz Çetin –      | 15.2.1963      |             | Fenerbahçe SK        |          |
| Tayfun Korkut     | 2.4.1974       |             | Fenerbahçe SK        |          |
| Sergen Yalçın     | 5.10.1972      |             | Beşiktaş JK          |          |
| Abdullah Ercan    | 8.12.1971      |             | Trabzonspor          |          |
| Tolunay Kafkas    | 31.3.1968      |             | Trabzonspor          |          |
| Útočníci          |                |             |                      |          |
| Ertuğrul Sağlam   | 19.11.1969     |             | Beşiktaş JK          |          |
| Hami Mandıralı    | 20.7.1968      |             | Trabzonspor          |          |
| Hakan Şükür       | 1.9.1971       |             | Galatasaray SK       |          |
| Orhan Çıkırıkçı   | 15.4.1967      |             | Trabzonspor          |          |
| Faruk Yiğit       | 15.4.1968      |             | Kocaelispor          |          |
| Saffet Sancaklı   | 27.2.1966      |             | Kocaelispor          |          |
| Arif Erdem        | 2.1.1972       |             | Galatasaray SK       |          |